# Termoelektrane na fosilna goriva
Termoelektrane su postrojenja u kojima se hemijska energija goriva pretvara u električnu energiju.
Mogu još i da se definišu kao energetska postrojenja koja energiju dobijaju sagorevanjem goriva, a glavna primena i svrha termoenergetskih postrojenja je proizvodnja pare koja će pokretati turbinu, a potom i generator električne energije.

## Princip rada termoelektrane
Proces rada termoelektrane se sastoji od sledećih operacija: 
- snabdevanje gorivom (ugljem, naftom, gasom),
- parni kotao,
- mehanički deo i
- delovi za odvođenje toplote i gasova.

U našim uslovima su najčešće termoelektrane na ugalj. U ložištu sagoreva gorivo (ugalj, nafta, gas) i proizvodi se toplotna energija koja zagreva kotao. Radi boljeg sagorevanja koriste se ventilatori koji ubacuju kiseonik u ložište. Zagrevanjem vode u kotlu dobijamo vodenu paru koja se koristi za pokretanje turbine. Za pokretanje turbine potrebna je potpuno suva vodena para, pa se za njeno sušenje koristi pregrejač pare. Tako osušena para prenosi se u parnu turbinu, koja pokreće generator, koji na svom izlazu daje električnu struju.
Konkretno kod termoelektrana na ugalj, pri sagorevanju uglja nastaju gasovi koji iz ložišta kotla preko cevovoda u kotlu odlaze u dimnjak i okolnu atmosferu. U parnom kotlu se proizvodi para koja se u pregrejačima pare pregreva na temperaturu 500-600 °C i pod pritiskom od 90-100 bar. Nastala pregrejana para prolazi kroz parnu turbinu i ekspandira. Tu se toplotna energija pretvara u kinetičku energiju, koja pokreće rotor generatora. Para koja izlazi iz turbine dolazi u kondenzator, hladi se i pretvara u tečnost-vodu. Tako nastala voda dovodi se u kotao i ponovo se pretvara u paru. Gasovi iz ložišta kotla idu u filtere koji su smešteni ispod dimnjaka i kroz njih odlaze u atmosferu.
Elektrane na ugalj imaju stepen delovanja dobijanja pare iznad 40%. Elektrane se grade u blokovima (osnovna proizvodna jedinica elektroprivrede u savremenim termoelektranama; blok se sastoji od jednog postrojenja za proizvodnju pare, jedne kondenzacijske turbine, električnog generatora i transformatorskog postrojenja), snage do 4.000 MW, gde je svaki blok snage 600-700 MW. U uređajima za registrovanje štetnih izlaznih gasova registruje se sadržaj CO, CO2, SO2, NO i NO2.

## Podela termoelektrana
Zavisno od toga koja pogonska mašina pokreće sinhroni generator, postoje tri osnovna tipa TE:
1. TE na paru sa fosilnim gorivima koja mogu biti čvrsta (kameni ugalj, mrki ugalj, lignit), tečna (mazut i nafta) i gasovita (prirodni zemni gas, gas iz visokih peći, gas iz koksnih peći) ili sa fisionim gorivima (nuklearne elektrane). Kod njih je pogonski motor parna turbina.
2. gasno-turbinske TE sa tečnim i gasovitim fosilnim gorivima. Kod njih je pogonski motor gasna turbina.
3. TE čije generatore pokreću motori sa unutrašnjim sagorevanjem

a postoje i: 
1. TE sa kombinovanim ciklusom i
2. termoelektrane-toplane. Turbine su mašine u kojima se toplotna energija radnog fluida pretvara u mehaničku energiju pri čemu se toplotna energija niti dovodi niti odvodi iz turbine.

### Termoelektrane na čvrsta goriva
Ove TE se sastoje od blokova gde svaki blok predstavlja nezavisnu celinu, odnosno svaki blok je nezavisna TE. Jedan blok čine kotao-turbina-generator i transformator. Pu je ulazna snaga goriva, Psp je snaga sopstvene potrošnje elektrane i Pe je korisna snaga elektrane (snaga na pragu elektrane).
Ugalj se do TE doprema na dva načina. Ako je TE blizu rudnika uglja, on se doprema pokretnim trakama do skladišta u elektrani a ako je dalje, ugalj se doprema železnicom.
Da bi se obezbedio neprekidan rad TE, potrebne su izvesne rezerve koje se nalaze u bunkerima i treba da obezbede jednomesečni rad TE u slučaju prekida dopreme uglja iz rudnika. U savremenim TE, ugalj se pre ubacivanja u ložište melje i pretvara u ugljenu prašinu i ona se meša sa vazduhom i tako lakše sagoreva. Mlevenje, sušenje i mešanje uglja sa vazduhom se vrši u ventilatorskim mlinovima. Za sagorevanje uglja u ložištu potreban je vazduh. Cirkulacija vazduha kroz kotao može biti prirodna i veštačka. Prirodna je moguća samo kod malih TE pomoću visokih dimnjaka a kod savremenih velikih TE koristi se prinudna cirkulacija pomoću ventilatora za svež vazduh (ubacuje ga u kotao) i ventilatora za dimne gasove (izbacuje ih iz kotla u dimnjak).
Uređaji za prečišćavanje dimnih gasova mogu biti:
- za izdvajanje čvrstih čestica (ciklonski otprašivači, mokri otprašivači, elektrofiltri),
- za izdvajanje oksida sumpora koji kada se ispuste u atmosferu stvaraju kisele kiše koje uništavaju šume (u kotao se mogu ubaciti aditivi koji vezuju okside sumpora ili uređaji za hemijsko prečišćavanje dimnih gasova).

Oba postupka su veoma skupa. Parni kotao predstavlja sistem za pretvaranje hemijske energije goriva u toplotnu energiju vodene pare. Parni kotao se sastoji od sledećih elemenata: ložišta, zagrejača vode, isparivača (generatora pare), pregrejača pare, međupregrejača, zagrejača vazduha, cevovoda, ventila i sl. Prema načinu strujanja vode i pare kroz isparivač, kotlovi mogu biti sa prirodnom ili prinudnom cirkulacijom (voda isparava u više prolaza kroz cevi isparivača) ili protočni kotlovi (voda isparava u jednom prolazu). Vodena para na izlasku iz kotla sadrži određeni procenat vlage i to je vlažna para. Kada se ova para uvede u pregrevač ona se dodatno zagreva, eliminiše se vlaga i dobija se suva para.
Parne turbine su osnovne pogonske mašine sinhronih generatora u TE. U njima se unutrašnja potencijalna energija vodene pare pretvara u mehaničku energiju. 
Parna turbina se sastoji od: sprovodnog aparata (mlaznika) (može biti jedan ili više), lopatica obrtnog kola, diska obrtnog kola i vratila.
Turbine kod kojih je izlazni pritisak niži od atmosferskog nazivaju se kondenzacione a kod kojih je veći protivpritisne. Turbine predviđene za rad sa stalnom snagom se zovu bazne a sa promenljivom snagom su regulacione.
U turbini postoje dva dela: deo sa visokim pritiskom (VPT ) i deo sa niskim pritiskom (NPT ).
Para koja izlazi iz dela turbine sa visokim pritiskom dodatno se zagreva u međupregrevaču pare, da bi joj se smanjila vlažnost, a zatim se dovodi u deo sa niskim pritiskom. Vodena para struji kroz mlaznike i velikom brzinom udara u lopatice rotora turbine i rotor turbine se okreće a pošto su osovine rotora turbine i rotora generatora mehanički spojene okreće se i rotor generatora na čijim krajevima se dobija električna energija. Izrađena para koja napušta turbinu se kondenzuje u kondenzatoru tako što joj se odvodi toplota pomoću rashladne vode. Voda koja se koristi u parnim kotlovima mora biti potpuno čista i ona se prečišćava u postrojenju za pripremu vode.
U deaeratoru se iz vode odstranjuju rastvoreni gasovi (kiseonik i ugljen-dioksid) koji izazivaju koroziju cevi i ventila. Za normalan rad TE potrebna je velika količina vode. Oko 93% vode koristi se za hlađenje pare u kondenzatoru a samo 7% za ostale svrhe. Sistemi vodosnabdevanja mogu biti otvoreni i zatvoreni. Otvoreni sistem se primenjuje kada je TE smeštena pored neke veće reke a zatvoreni mora imati hladnjak za vodu a kao hladnjaci se koriste rashladne kule ili tornjevi visine do 100m.
Karakteristični radni režimi TE su:
- režim startovanja,
- režim normalnog opterećenja,
- režim obustave rada i
- rad u rezervi.

Režim startovanja se sastoji iz sledećih faza:
- priprema startovanja (provera svih sistema koji su bitni za rad kotla, turbine i generatora,
- startovanje (potpala) kotla (pomoću mazuta).

TE može da startuje iz hladnog (temperatura u kotlu manja od 150 °C), neohlađenog (temperatura u kotlu oko 150 °C) i toplog stanja (temperatura u kotlu je približna radnoj temperaturi pare).
Postoje dva načina startovanja:
- start sa konstantnim pritiskom (prvo se postigne potreban pritisak pare pa se onda pušta turbina u rad),
- start sa promenljivim pritiskom (turbina se pušta u rad i pre nego što se postigne potreban pritisak pare).

Tako se štedi vreme pri startu. Obustava bloka može biti neplanska i planska i može biti normalna i prinudna (obavlja se brzo) ali hlađenje svih elemenata u bilo kom slučaju mora biti postepeno. TE može biti u hladnoj rezervi (obustava rada i potpuno hlađenje) i toploj rezervi (kotlovi se lože mazutom i rade sa smanjenom snagom a turbine rade u praznom hodu). Stepen iskorišćenja ove TE se kreće u opsegu (0.28-0.33).

### Termoelektrane na tečna goriva
To su TE sa gasnim turbinama. Malo ih ima jer koriste skupa tečna ili gasovita goriva (mazut, naftu ili prirodni gas) i gasne turbine imaju niži stepen iskorišćenja od parnih turbina. Ove TE se sastoje od komore za sagorevanje, gasne turbine, kompresora vazduha i električnog generatora. Radni fluid kod njih je vreli gas koji se dobija sagorevanjem goriva pomešanog sa vazduhom. Kompresor vazduha usisava vazduh iz atmosfere, sabija ga i predaje komori za sagorevanje. Gorivo se takođe uvodi u komoru za sagorevanje kao tečno ili gasovito. Topli sagoreli gasovi dovode se u gasnu turbinu, tu se šire i pokreću lopatice rotora turbine.
Za pokretanje ovog postrojenja potreban je asinhroni motor za kompresor vazduha jer se samo pomoću njega može postići visok pritisak vazduha potreban za rad ove TE. Ovaj motor je na istoj osovini sa generatorom, turbinom i kompresorom. I ove TE se sastoje iz nezavisnih blokova.
One mogu biti: 
- sa zatvorenom ciklusom (koriste teška tečna goriva (mazut) a radni fluid im je vazduh i vrlo su retke),
- sa otvorenim ciklusom (koriste naftu i gas a radni fluid im je vazduh).

### Termoelektrane sa kombinovanim ciklusom
To su TE koje koriste i gasne i parne turbine. Toplotna energija vazduha koja se ne može iskoristiti u gasnoj turbini se koristi za proizvodnju vodene pare u rekuperacionom generatoru pare.

### Termoelektrane – toplane
One služe za kombinovanu proizvodnju električne i toplotne energije. Električna energija se dobija pomoću sinhronih generatora koje pokreću gasne ili parne turbine. Toplota se dobija iz niskotemperaturne vodene pare ili tople vode pod pritiskom koja se toplovodima šalje do korisnika.

## Stanje u Srbiji
Termoenergetske kapacitete Elektroprivrede Srbije čini osam termoelektrana (TE): sa 25 blokova ukupne instalisane snage 5.171 MW, koje kao pogonsko gorivo koriste lignit, kao i tri termoelektrane-toplane (TE-TO) sa 6 blokova ukupne snage 425 MW, koje rade na tečna i gasovita goriva. Ovi termokapaciteti, proizvode oko 69% ukupne električne energije u Srbiji.